# Ya me enteré
Ya me enteré es una canción y el segundo sencillo del quinto álbum de estudio Des/Amor (2016) e interpretada por la agrupación mexicana de pop Reik. Fue lanzada el día 8 de abril de 2016 únicamente en versión pop. Fue escrita por el guitarrista de la banda Julio Ramírez y la cantante de pop mexicana Pambo.

## Posicionamiento en listas
| Lista (2016)                              | Mejor posición |
| ----------------------------------------- | -------------- |
| Estados Unidos (Hot Latin Songs)          | 6              |
| Estados Unidos (Latin Airplay)            | 3              |
| Estados Unidos (Latin Digital Song Sales) | 10             |
| Estados Unidos (Latin Pop Airplay)        | 2              |
| México (Airplay)                          | 8              |
| México (Espanol Airplay)                  | 2              |

### Anuales
| País   | Certificador   | Lista         | Mejor posición |
| 2016   | 2016           | 2016          | 2016           |
| ------ | -------------- | ------------- | -------------- |
| México | Monitor Latino | Top pop anual | 11             |

## Historial de lanzamiento
| Región | Fecha               | Formato                     | Discográfica                            | Ref.  |
| ------ | ------------------- | --------------------------- | --------------------------------------- | ----- |
| Varios | 14 de julio de 2008 | Descarga digital, Streaming | Universal Music, Universal Music México | [ 6 ] |

## Urban version
Ya me enteré (Urban Version) es la versión remix de la misma canción con el reguetonero puertorriqueño Nicky Jam y salió a la luz tres meses después de la versión original interpretada por la banda Reik. Fue lanzada el día 21 de julio del mismo año.

## Lista de canciones

### Descarga digital[9]
- 'Ya me enteré (Urban Version) [feat. Nicky Jam] - 3:43